# Warren B. Offutt
Warren B. Offutt (né le 13 février 1928 et mort le 20 septembre 2017) est un astronome amateur américain.

## Biographie
Il a découvert plusieurs astéroïdes. L'Union astronomique internationale a nommé la planète mineure (7639) Offutt d'après lui juste avant son 70e anniversaire en 1998.
Il a notamment collaboré avec des astronomes professionnels dans l'observation des objets de la ceinture de Kuiper (KBO). En 1999, il a remporté le Prix d'excellence amateur de la Société Astronomique du Pacifique.
Il exploite l'Observatoire W & B (Code AIU 709) à Cloudcroft, au Nouveau-Mexique, dans les montagnes de Sacramento, observatoire situé à une altitude de 2 500 m (8 300 pieds).
Offutt et son épouse, Beverly (décédée depuis), a déménagé de l'Illinois au Nouveau-Mexique quand il a pris sa retraite de l'industrie, et s'est spécialisé dans l'astrométrie de précision des objets de faible magnitude du Système solaire.
En 1997, Offutt a aidé dans la réalisation de trois autres découvertes majeures, dont la confirmation de l'existence d'une lune d'Uranus nouvellement découverte, baptisée depuis Sycorax.
Offutt est aussi un opérateur radio amateur.